# Hurra, die Rattles kommen
Hurra, die Rattles kommen ist ein deutscher Musikfilm aus dem Jahre 1965 mit der Beatband The Rattles im Zentrum des Geschehens.

## Handlung
Im Mittelpunkt steht der Aufstieg der Hamburger Beatband The Rattles, um deren ausgiebig präsentierte Musiknummern eine nicht allzu bedeutende Rahmenhandlung gestrickt wurde. Mit The Beatles hat die Hamburger Combo nicht nur die Musikrichtung gemeinsam, sondern auch den Karrierestart im Hamburger Star-Club. Aufgezeigt wird der mühevolle Beginn mit Auftritten in Hinterhof-Musikschuppen, erste Erfolge und so manche komische Begegnungen wie etwa die mit dem Musikmanager Pop Olsen und seiner trinkfesten Gattin aus Dänemark, Hip Olsen. Beiden älteren Herrschaften gelingt es auf unkonventionelle Weise die Karriere der vier Musikbegeisterten zu fördern, in dem sie die Gruppe in eine live ausgestrahlte Fernsehsendung einschmuggelt. 
Schließlich erleben die Rattles einen frühen Karrierehöhepunkt mit ihrem Auftritt in der Beat-Show des Jahres in der Berliner Waldbühne. Dort geraten Tausende von Fans angesichts dieser ersten deutschen Beatband vollkommen außer Rand und Band…

## Produktionsnotizen
Hurra, die Rattles kommen, wurde 1965 in Hamburg und Berlin gedreht und lief am 11. Februar 1966 an. 
Der Streifen, ein Versuch mit den Rattles, etikettiert als „die deutschen Beatles“, von der Erfolgswelle der britischen Beatband zu profitieren, wurde mit den Worten „Der erste deutsche Beat-Film!“ beworben. Unmittelbar zuvor war der zweite Beatles-Film Hi-Hi-Hilfe! auch in Deutschland mit großem Erfolg angelaufen.
Weiters treten auch die britischen-Bands The Liverbirds und Casey Jones & the Governors auf.

## Kritik
„Ein unbeholfener, mit schalem Klamauk verschnittener Musikfilm, konzipiert als überlanger Werbetrailer für die damals äußerst populäre deutsche Beatgruppe ‚The Rattles‘.“